# Josserando Bers
Josserando Bers (? - 994) foi um nobre da França medieval, tendo o senhor feudal de Semur-en-Brionnais, sendo neto materno de Carlos II de França, rei da França entre os anos de 869 e 875, e Imperador do Sacro Império Romano-Germânico, de 875 a 877.
Deve-se à sua iniciativa a construção de uma Domus Fortis, torre esta que esteva fortemente ligada à dependência religiosa da paróquia de Saint-Martin-la-Vallee, local a que corresponde a atual Semur-en-Brionnais, comuna francesa na região administrativa da Borgonha, no departamento Saône-et-Loire.

## Relações familiares
Foi filho de Fredelon de Chameliac também denominado como Freelan de Chamelet ou Freelan de Chamilly (? - 925) e de Godilde do Maine (? - 940), filha de Godofredo III de Maine (897 - 30 de outubro de 907) e de Godilde de França (865 - 928). Foi casado com Ricoara, de quem teve: 
1. Godofredo I de Semur[1] (c. 950 - 1015) Casou por duas vezes, a primeira com N de Brioude (970 -?), filha de Damásio II de Brioude (955 -?), visconde Brioude e de Aldegarda e a 2ª com Matilde de Chalon, Senhora de Donzy (975 -?), filha de Lamberto de Mâcon (930 - 22 de fevereiro de 978) e de Adelaide de Vermandois (950 - 980) senhora de Donzy